# 小行星1623
小行星1623（1623 Vivian）是一颗围绕太阳公转的小行星。1948年8月9日，歐內斯特·倫納德·詹森在约翰内斯堡发现了此天体。
該小行星以南非天文學家威廉·帕金森·赫斯特（William Parkinson Hirst）的女兒薇薇安·赫斯特（Vivian Hirst）命名。
这颗小行星的绝对星等为316.6917943909659等。